# Metropolia di Derco
La metropolia di Derco è una sede del patriarcato di Costantinopoli (in greco: Μητρόπολης Δέρκων; Mitrópolis Dérkōn).
Costituisce una delle circoscrizioni ecclesiastiche attive del patriarcato in territorio turco, benché quasi spopolate.

## Storia
L'abitato di Derco, identificabile con Durusu (Terkos) nel distretto di Çatalca dell'odierna Turchia, è attestato fin dall'antichità classica, ma fu solo all'epoca dell'imperatore Anastasio I (491-518) che venne elevato al rango di città e ricostruito come una roccaforte per la difesa della regione settentrionale di Costantinopoli. Risale probabilmente a quest'epoca la fondazione della diocesi, attestata con il nome di "diocesi di Derkos e Chele" (Επισκοπή Δέρκων και Χήλης) e nota come centro monofisita nella prima metà del VI secolo.
Inizialmente suffraganea dell'arcidiocesi di Eraclea nella provincia romana di Europa e nella diocesi civile di Tracia, verso l'VIII/IX secolo fu elevata al rango di arcidiocesi autocefala, immediatamente soggetta al patriarca di Costantinopoli. In questo stesso periodo è attestata per la prima volta in alcune Notitiae Episcopatuum al 36º e al 42º posto tra le arcidiocesi autocefale del patriarcato costantinopolitano.
La prima attestazione di un prelato di Derco risale al concilio di Nicea del 787, al quale prese parte Gregorio, che sottoscrisse gli atti assieme agli altri arcivescovi presenti. Al concilio di Costantinopoli dell'879-880 che riabilitò il patriarca Fozio, presero parte due arcivescovi, Macario e Neofito, consacrati dai due patriarchi in competizione fra loro, Fozio e Ignazio. Nella Notitia Episcopatuum attribuita all'imperatore Leone VI e datata all'inizio X secolo, Derco è menzionata al 25º posto tra le arcidiocesi autocefale del patriarcato.
Gli atti dei sinodi patriarcali attestano la presenza ininterrotta degli arcivescovi di Derco dal 997 al 1197. Nel 1157 l'arcivescovo Giovanni III fece richiesta di trasferire la propria sede da Derco, ormai ridotta ad un semplice villaggio, nella più popolosa e centrale Filea; tuttavia il sinodo non acconsentì alla sua richiesta.
Nella prima metà del XIII secolo, la sede, come tutto l'impero bizantino, fu occupato dagli eserciti crociati, che interruppero la serie episcopale dei prelati ortodossi per instaurare vescovi e arcivescovi di rito latino, sottomessi al patriarcato latino di Costantinopoli. Non si conoscono più arcivescovi ortodossi di Derco fino alla seconda metà del XIII secolo, con un anonimo arcivescovo che sottoscrisse l'atto di unione con la Chiesa cattolica nel luglio 1274. Nella seconda metà del XIV secolo, attorno al 1380, l'arcidiocesi fu elevata al rango di sede metropolitana senza suffraganee.
L'occupazione ottomana nel 1453 portò alla soppressione della metropolia, che fu restaurata nel XVII secolo. Il sinodo patriarcale del giugno 1655 concesse ai metropoliti di Derco di trasferire la loro sede a Therapia, oggi quartiere di Istanbul con il nome di Tarabya nel distretto di Sarıyer. In questo stesso sinodo la sede è conosciuta con il doppio nome di "Derco e Néochorio", titolo ancora attestato nel 1855.
Nel 1746 il patriarca Paisio II elevò la metropolia di Derco all'ottavo posto tra le sedi metropolitane del patriarcato, dopo Calcedonia e prima di Salonicco.
Il 4 giugno 1821 il metropolita Gregorio III fu impiccato dagli ottomani come rappresaglia per la guerra d'indipendenza greca.
Nel 1908 la metropolia comprendeva 41 villaggi nelle vicinanze di Costantinopoli e lungo le coste del mar Nero e del mar di Marmara, con le parrocchie cattoliche dei cappuccini, dei domenicani e dei conventuali.
A seguito del trattato di Losanna, per porre fine alla guerra greco-turca, nel 1923 fu attuato uno scambio di popolazioni tra Grecia e Turchia che portò ad una drastica riduzione della presenza cristiana nella regione di Costantinopoli e nella Turchia europea. La sede di Derco perse la maggior parte dei suoi fedeli, che si accentuò ulteriormente con il pogrom d'Istanbul del 1955, durante il quale furono date alle fiamme sei chiese e il palazzo episcopale.

## Situazione attuale
La sede dei metropoliti di Derco si trova nel quartiere Tarabya di Istanbul, dove sorge la cattedrale di Aghia Paraskevi. L'attuale metropolita è Apostolos Danielidis, eletto il 29 agosto 2011; è membro di diritto del sinodo patriarcale.
Il titolo ufficiale dei metropoliti è quello di "Metropoliti di Derco, esarchi del Bosforo, della Tracia e delle isole Cianee".
L'arcidiocesi comprende le località di Jeniköy, Tarabya, Büyükdere, Ienimahale, Bakırköy e Yeşilköy. Nel 1956 contava circa 4.200 fedeli.

## Cronotassi dei vescovi, arcivescovi e metropoliti
- Gregorio I † (menzionato nel 787)
- Macario I † (menzionato nell'879)
- Neofito I † (menzionato nell'879)
- Giovanni I † (menzionato nel 997)
- Costantino † (menzionato nel 1030)[15]
- Anonimo † (menzionato nel 1038)[15]
- Anonimo † (menzionato nel 1082)[15]
- Anonimo † (menzionato nel 1116)[15]
- Giovanni III † (menzionato nel 1157 e nel 1166)[15]
- Michele † (menzionato dal 1170 al 1177)[15]
- Giorgio † (menzionato nel 1192)[15]
- Gregorio II † (menzionato nel 1197)[15]
- Anonimo † (menzionato nel 1274)
- Costantino † (prima del 1276 - dopo il 1285)
- Macario † (menzionato nel 1294)[16]
  - Teodolo † (menzionato nel 1316) (amministratore)
- Luca † (prima del 1324 - dopo il 1329)
- Gabriele † (menzionato nel 1351)
- Anonimo † (menzionato nel 1365, 1366 e 1371)
- Paolo † (prima del 1379 - dopo il 1381)
- Anonimo † (menzionato nel 1384 e nel 1387)
- Giuseppe † (menzionato nel 1389)
- Anonimo † (menzionato nel 1393, 1395 e 1401)
- Acacio † (menzionato dal 1443 al 152)
- Anonimo † (menzionato nel 1466)
  - Sede soppressa (XV-XVII secolo)
- Anonimo † (menzionato nel 1629)
- Daniele † (menzionato nel 1634)
- Atanasio I † (? - 1640 deceduto)
- Crisante I † (dicembre 1640 - ?)
- Atanasio II † (giugno 1655 - maggio 1660)
- Crisante II † (dicembre 1660 - settembre 1673 dimesso)
- Macario II † (11 settembre 1673 - ottobre 1688)
- Nicodemo I † (1689 - ?)
- Neofito II † (menzionato nel 1707 e nel 1708)
- Nicodemo II † (menzionato nel 1710)
- Cirillo † (menzionato nel 1715)
- Nicodemo III † (menzionato nel 1719/1720)
- Antimo † (menzionato nel 1721)
- Nicodemo IV † (settembre 1722 - dicembre 1731 deceduto)
- Samuele Kantzeres † (dicembre 1731 - 24 maggio 1763 eletto patriarca di Costantinopoli)
  - Gioannizzo † (menzionato nel 1765)
- Dionigi Samoucrasas † (agosto 1763 - ottobre 1773 deceduto)
- Anania † (7 marzo 1774 - 25 marzo 1791 deceduto)
  - Samuele II † (menzionato nel 1781 e nel 1782)
- Gerasimo † (maggio 1791 - 3 marzo 1794 eletto patriarca di Costantinopoli)
- Macario Balasakis † (4 marzo 1794 - giugno 1801 eletto metropolita di Efeso)
- Gregorio III † (giugno 1801 - 4 giugno 1821 deceduto)
- Geremia † (9 giugno 1821 - 9 luglio 1824 deposto)
- Niceforo Pilousiotis † (17 novembre 1824 - novembre 1835 deceduto)
- Germano † (novembre 1835 - 14 giugno 1842 eletto patriarca di Costantinopoli)
- Neofito Psaroudis † (giugno 1842 - 13 marzo 1853 deceduto)
  - Panarotes † (menzionato nel 1850)
- Gerasimo Pournaras † (15 marzo 1853 - 12 marzo 1865 deceduto)
- Neofito Drymadis † (14 marzo 1865 - 5 agosto 1875 deceduto)
- Gioacchino Krousouloudis † (7 agosto 1875 - 1º ottobre 1884 eletto patriarca di Costantinopoli)
- Callinico Fotiadis † (20 dicembre 1884 - 8 maggio 1924 eletto metropolita di Efeso)
- Costantino Arampoglous † (8 maggio 1924 - 17 dicembre 1924 eletto patriarca di Costantinopoli)
- Fozio Matiadis † (17 gennaio 1925 - 7 ottobre 1929 eletto patriarca di Costantinopoli)
- Ambrogio Xenakes (Stavrinos) † (24 ottobre 1929 - 9 dicembre 1931 deceduto)
- Gioacchino Pelekanos † (12 dicembre 1931 - 23 gennaio 1950 deceduto)
- Giacomo Papapaislou † (27 maggio 1950 - 1º marzo 1977 dimesso)
- Costantino Charisiadis † (15 marzo 1977 - 29 agosto 2011 eletto metropolita titolare di Nicea)
- Apostolos Danielidis, dal 29 agosto 2011